# باتیسکان، کبک
باتیسکان (به فرانسوی: Batiscan) شهری در منطقه شهری له شنو ناحیه موریسی در استان کبک کانادا است. در سرشماری سال ۲۰۱۱ این شهر ۹۶۴ نفر جمعیت داشته‌است و مساحت آن ۴۴٫۰۲ کیلومتر مربع است.